# رینریوق
رینریوق (به اسپانیایی: Rinriyuq) یک کوه در پرو است که در Peru, Lima Region واقع شده‌است. رینریوق ۴٬۶۰۰ متر بالاتر از سطح دریا واقع شده‌است.